# سمی کالینز
سمی کالینز (انگلیسی: Sammy Collins; ۱۳ ژانویهٔ ۱۹۲۳ – ۳۱ مهٔ ۱۹۹۸) بازیکن فوتبال اهل بریتانیا بود.
از باشگاه‌هایی که در آن بازی کرده‌است می‌توان به باشگاه فوتبال گلاستر سیتی، باشگاه فوتبال بریستول سیتی، و باشگاه فوتبال تورکی یونایتد اشاره کرد.